# Ray Davies
Ray Davies (teljes nevén Sir Raymond Douglas Davies), CBE (Fortis Green, London, 1944. június 21. - ) angol zenész (ritmusgitáros, szájharmonikás), zeneszerző, énekes. A The Kinks angol rockegyüttessel lett világhírű, amelyet az észak-londoni Muswell Hillben alapított meg 1964-ben testvérével, Dave Daviessel. A The Kinks a brit invázió egyik legnagyobb hatású zenekara volt. Zenéjükre számos műfaj hatott, köztük a rhythm and blues, a brit varieté és népzene, valamint a country.

## Életpályája
Davies London északi részén, Fortis Greenben született, a 6 Denmark Terrace alatt, nyolc gyermekes, munkásosztálybeli  család hetedik gyermekeként. Hat nővére van, egyetlen öccse, Dave Davies, fontos szerepet játszott Ray zenei karrierjében.

### The Kinks
Ray Davies az öccsével, Dave-vel alakította meg a Kinks együttest, amellyel világhírnevét megalapozta. A Kinks feloszlásában nagy szerepe volt a fivérek közötti kapcsolat tartós megromlásának.

### Szólókarrierje
Ray Davies a The Kinks 1996-as feloszlását követően szólókarrierbe kezdett.
Davies első szólóalbuma az 1985-ös Return to Waterloo volt;  ezt követte 1998-ban a The Storyteller, 2006-ban az Other People's Lives, egy évvel később a King Man's Café , végül a The Kinks Choral Collection.
Legutóbbi szólólemeze, az Americana, amely 2017. áprilisában jött ki. A lemez Davies amerikai élményein, illetve egy rövid DVD-n alapul (míg ez utóbbi a  Working Man's Cafe című  2007-es CD-n) továbbá a 2013-ban megjelent Americana című életrajzi könyvön (ennek a második kötete Our Country - Americana Act II címen, 2018. júniusában jelent meg. Davies kísérőzenekara a minnesotai The Jayhawks együttes volt a lemezen.

## Magánélete
Ray Davies háromszor nősült; négy lánya van. Ketten, Louisa Davies és Victoria Davies Rasa Dicpetrisszel kötött 1964-es első házasságából származnak. 1973, Davies kábítószer túladagolásos öngyilkosságot kísérelt meg első házasságának összeomlása miatt. Később bipoláros személyiségzavart állapítottak meg nála. Davies második esküvője 1974-ben volt, Yvonne Gunnerrel. Ebből a házasságából nem születtek gyermekei.

## Szóló diszkográfiája
Szólóalbumok
- Return to Waterloo (1985)
- The Storyteller (1998) (UK No. 105)
- Other People's Lives (2006) (UK No. 36, US No. 122)
- Working Man's Café (2007) (UK No. 179, US No. 140)
- Americana (2017) (UK No. 15, US No. 79)
- Our Country: Americana Act II (2018) (UK No. 58)

Kollaboratív albumok
- The Kinks Choral Collection (2009) (UK No. 28) (with the Crouch End Festival Chorus)
- See My Friends (2010)  (UK No. 12) (with various artists)

Összeállítások
- Collected (2009)
- Waterloo Sunset — The Very Best of The Kinks and Ray Davies (2012) (UK No. 14)

Davies által írt, listákra került dalok
| Year | Title                                    | Artist            | Chart positions    | Chart positions | Chart positions |
| Year | Title                                    | Artist            | Brit kislemezlista | Canada          | US Hot 100      |
| ---- | ---------------------------------------- | ----------------- | ------------------ | --------------- | --------------- |
| 1965 | "This Strange Effect"                    | Dave Berry        | 37                 |                 |                 |
| 1965 | "Something Better Beginning"             | The Honeycombs    | 39                 |                 |                 |
| 1966 | "A House in the Country"                 | The Pretty Things | 50                 |                 |                 |
| 1966 | "Dandy"                                  | Herman's Hermits  |                    | 1               | 5               |
| 1978 | "You Really Got Me"                      | Van Halen         |                    | 49              | 36              |
| 1978 | "David Watts"                            | The Jam           | 25                 |                 |                 |
| 1979 | "Stop Your Sobbing"                      | The Pretenders    | 34                 |                 | 65              |
| 1981 | "I Go To Sleep"                          | The Pretenders    | 7                  |                 |                 |
| 1988 | "All Day and All of the Night"           | The Stranglers    | 7                  |                 |                 |
| 1988 | "Victoria"                               | The Fall          | 35                 |                 |                 |
| 1989 | "Days"                                   | Kirsty MacColl    | 12                 |                 |                 |
| 1997 | "Waterloo Sunset"                        | Cathy Dennis      | 11                 |                 |                 |
| 2007 | "The Village Green Preservation Society" | Kate Rusby        | 102                |                 |                 |

## Képgaléria

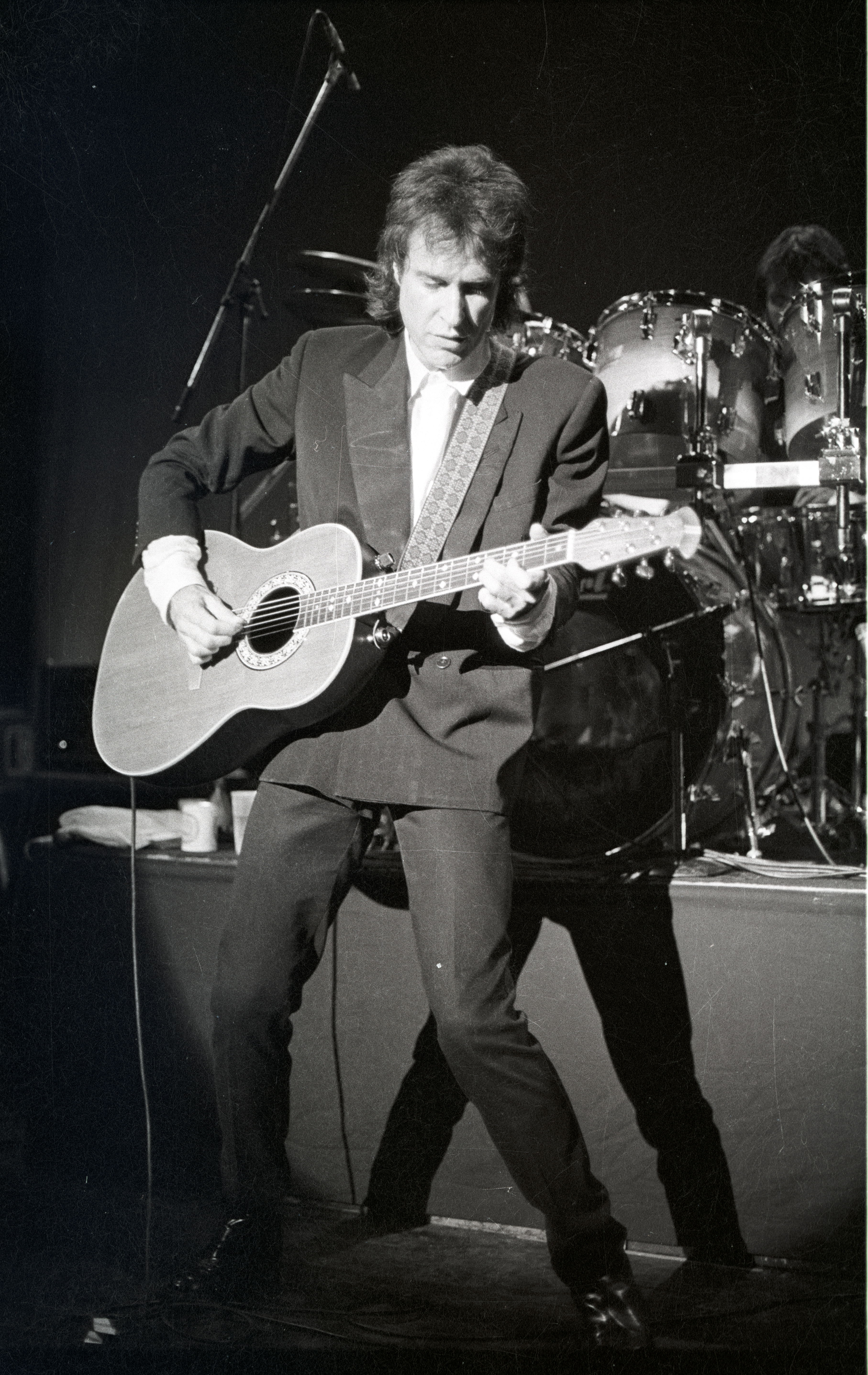
Ray Davies
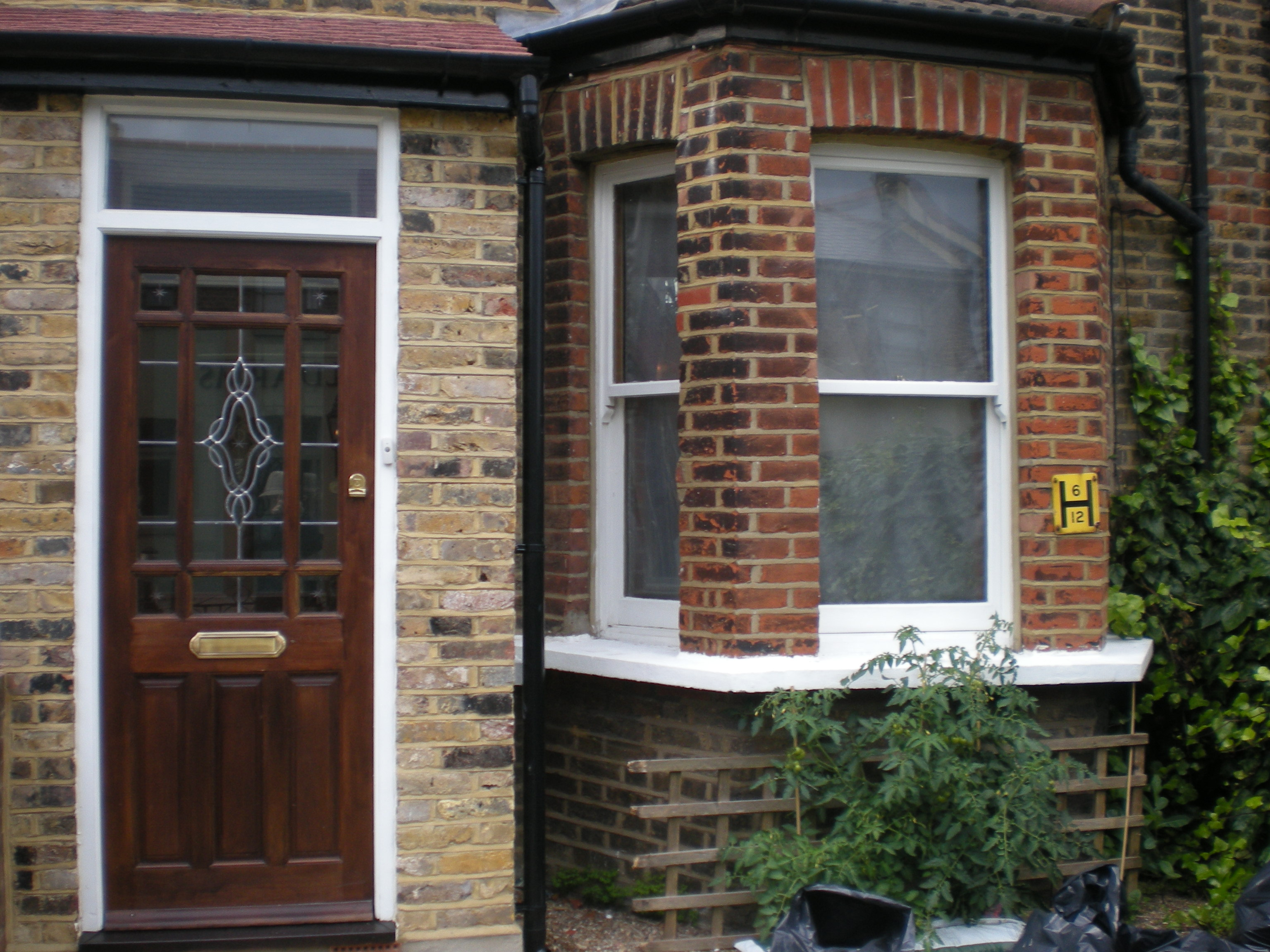
6 Denmark Terrace, a Davies-fivérek szülőháza
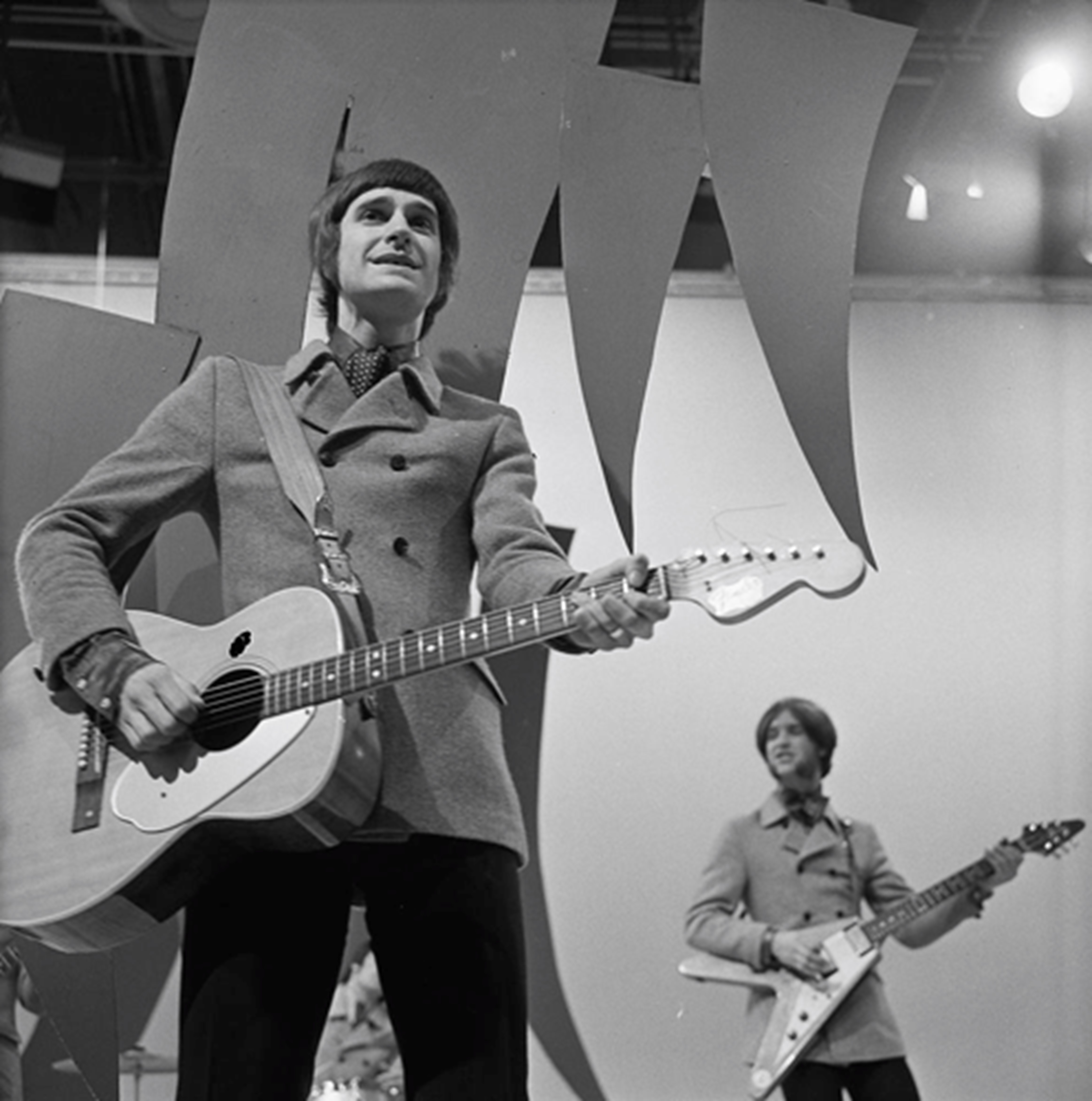
Ray Davies fivérével Dave-vel a holland TV-ben, 1967
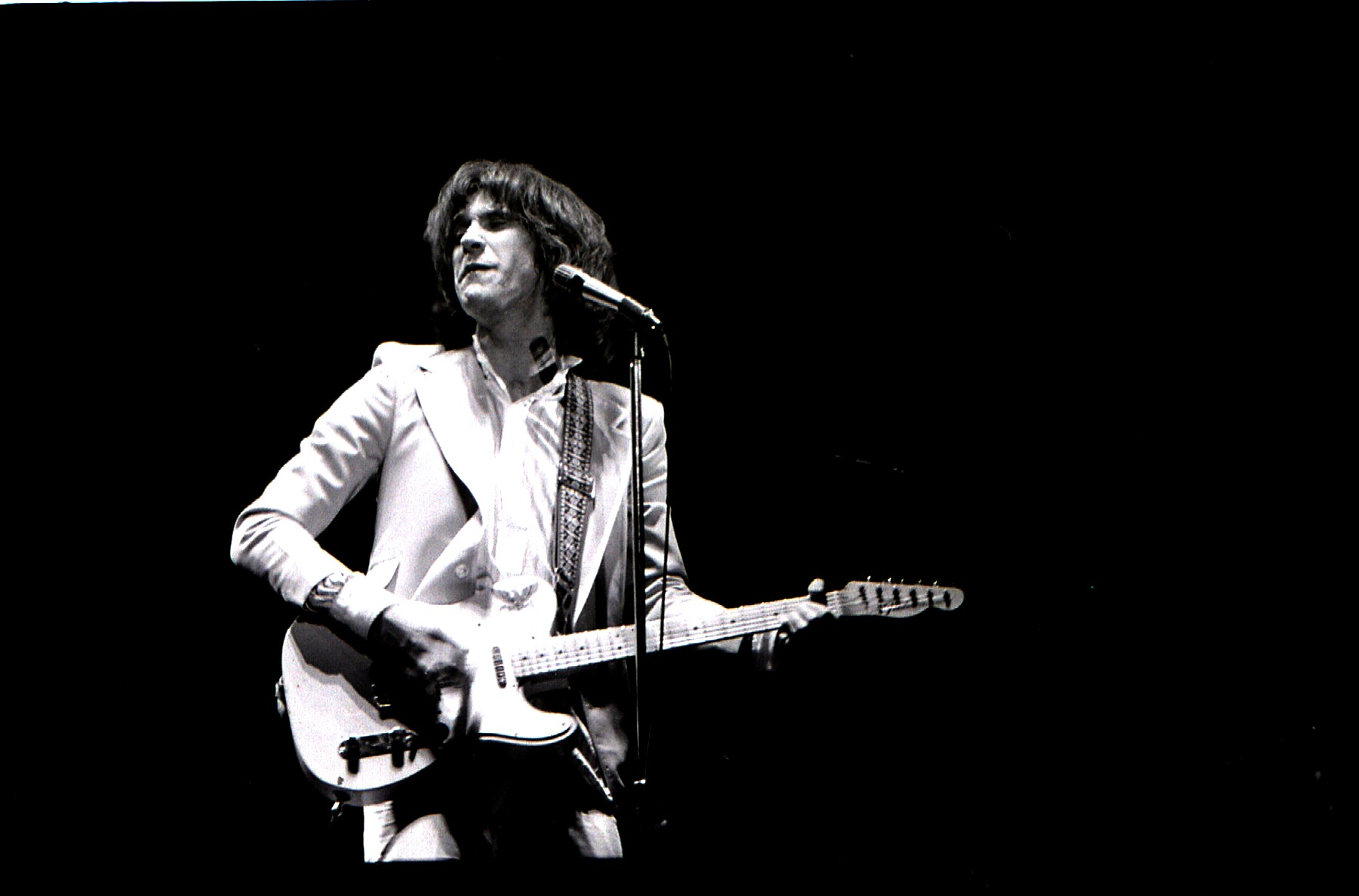
Ray Davies koncerten, Toronto, 1977
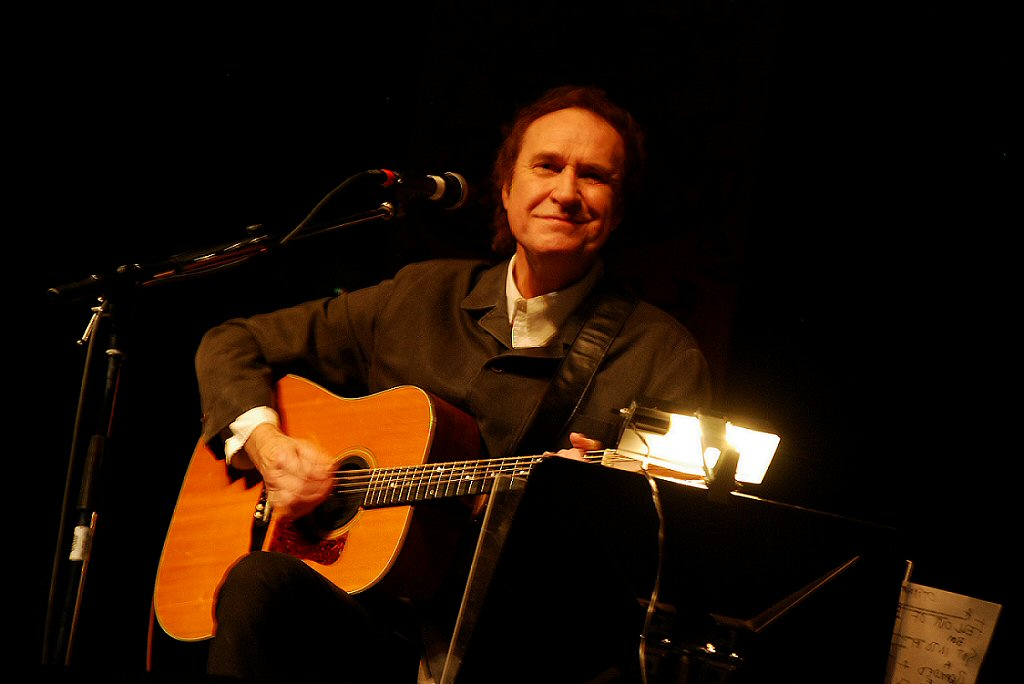
Davies 2008-ban Ottawában a Bluesfesten
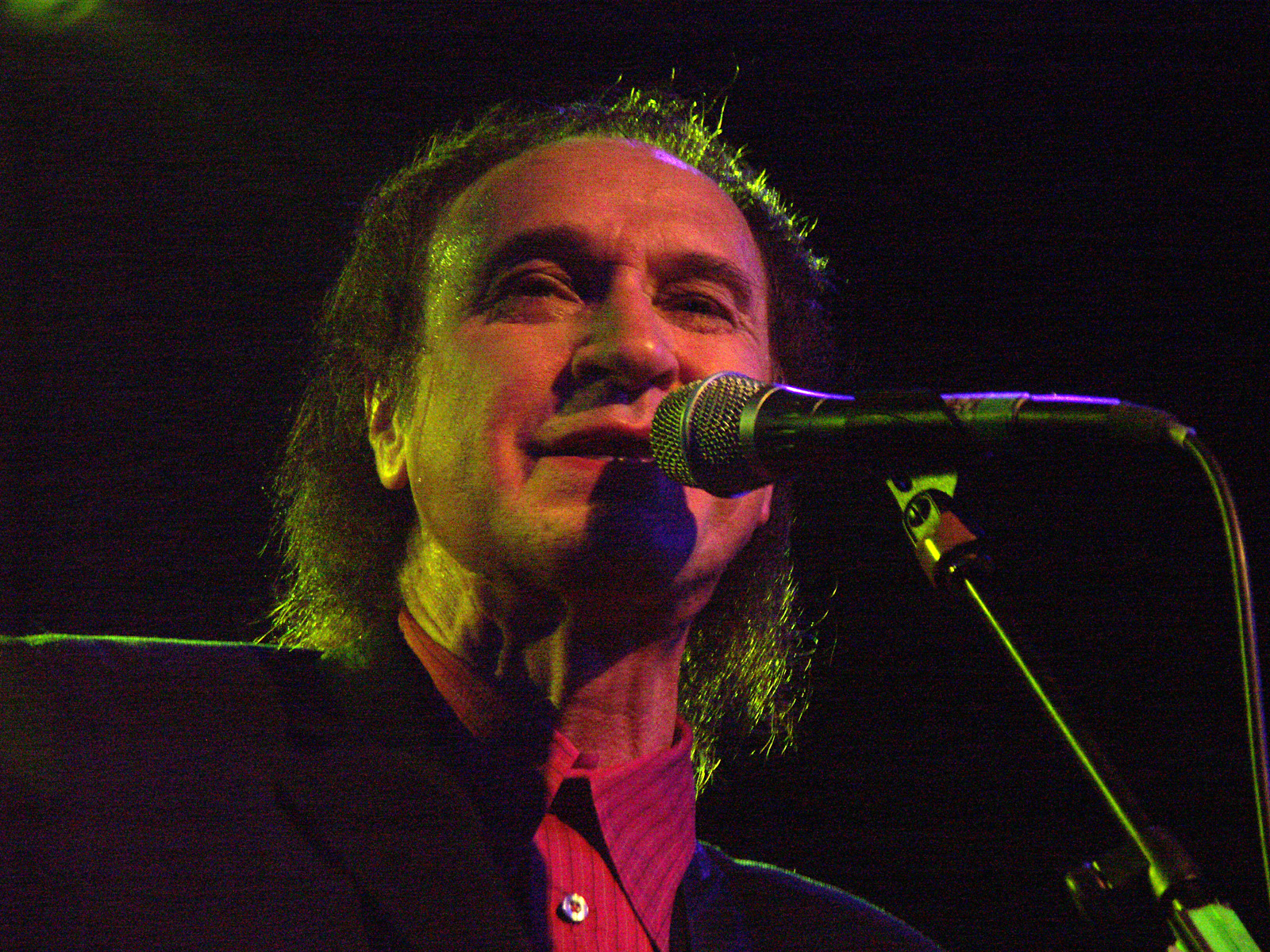
Davies az "Other People's Lives" túrán, Commodore Ballroom, Vancouver, BC 2006